# Ковальов Андрій Володимирович
Андрій Володимирович Ковальов (нар. 27 березня 1990, Болгарка, Роздільнянський район, Одеська область, УРСР) — український футболіст, півзахисник клубу «Полісся». У складі футбольного клубу «Миколаїв» 26 квітня 2017 роки грав у півфіналі Кубка України проти київського «Динамо».

## Життєпис
Вихованець київського ФК «Локомотив». Перший тренер — Сергій Павлович Величко. Професійну кар'єру розпочинав у тернопільській «Ниві». У цій команді в деяких матчах 19-річний юнак примудрявся бути найкращим на полі. З 2011 по 2013 рік Ковальов грав під керівництвом Руслана Забранського в МФК «Миколаїв». Після того, як «корабелів» очолив Олег Федорчук, разом ще з двома партнерами по команді перейшов до харківського «Геліоса». За «сонячних» Андрій зіграв 20 матчів, але зі зміною тактичної схеми перестав потрапляти до складу. Паралельно з цим у «Миколаїв» повернувся Забранський. В одному з інтерв'ю після свого призначення Руслан Михайлович називав Ковальова серед тих футболістів, яких він хотів би повернути в клуб у першу чергу.
Влітку 2015 року Ковальов повернувся до Миколаєва. У складі «корабелів» у сезоні 2015/16 років півзахисник зіграв 27 матчів в чемпіонаті проти 13-ти в минулому за «Геліос». Підбиваючи підсумки сезону, Юрій Остроумов, оглядач порталу Sport Arena, назвав Ковальова головною зіркою «корабелів» і зазначив, що «в Миколаєві на 26-річного півзахисника … готові … ходити цілими сім'ями. Для місцевих уболівальників він не тільки лідер команди і її вожак на футбольному полі, а й кумир поза його межами». У наступному сезоні Ковальов у складі «Миколаєва» 26 квітня 2017 року зіграв у півфіналі Кубку України проти київського «Динамо».